# Tribler
Tribler  é um cliente bittorrent descentralizado, de código-aberto, que permite transferências peer-to-peer anonimamente por padrão. Ele é baseado no protocolo bittorrent, e usa uma rede sobreposta para busca de conteúdo, o que torna o programa capaz de operar independentemente de quaisquer sites externos,[carece de fontes?] e consequentemente, é imune a ações limitadoras externas, tais como restrições governamentais. Devido a esta rede sobreposta, o Tribler não querer sites externos, nem serviços indexadores para descobrir conteúdo. A interface do Tribler é bastante básica, e focada na facilidade de uso, ao invés de ser focada na diversidade de recursos. O programa funciona em Linux, Windows e OS X.
As funcionalidades do Tribler incluem: busca somente de vídeo e streaming de vídeo experimentais, e um player de vídeo integrado. Tribler está disponível para Linux, Windows e OS X. O nome Tribler deriva da palavra tribo, referindo-se ao uso de redes sociais no cliente P2P. A primeira versão do Tribler foi uma pequena melhoria do ABC (Yet Another Bittorrent Client). Em 2009, a equipe de desenvolvimento por trás Tribler afirmou que os seus esforços para os próximos anos estão focados na integração do Tribler no hardware das televisões. Em 2012, o pesquisador-chefe afirmou: "vamos tomar privacidade na Internet para o próximo nível", liberando Tribler com uma camada de proxy. É distribuído sob a licença LGPL e é multiplataforma.